# Kintpuash

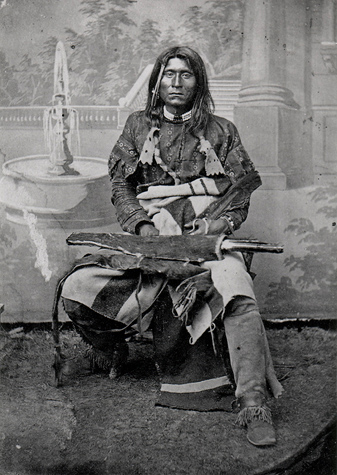
Kintpuash in 1864

Kintpuash (slaat het water onbezonnen, Kientpuash, Kientpoos, Captain Jack, Kapitein Jack, ca. 1837 - 3 oktober 1873) was een chief van de Modoc in Californië en Oregon in de Verenigde Staten.
Hij leidde een groep van het Klamath Reservations om terug te keren naar hun land in Californië, waar ze zich verzetten tegen hun gedwongen terugkeer naar het reservaat.
Van 1872 tot 1873 maakte hun kleine krijgsmacht gebruik van de lavarotsen, waar ze maandenlang talloze afdelingen van het United States Army op afstand hielden tijdens de Modoc War.
Kintpuash was de enige indianenleider, die ooit een oorlogsmisdaad ten laste werd gelegd en hij werd opgehangen door het leger, samen met verschillende van zijn volgelingen, voor het doden van generaal Edward Canby en dominee Eleazar Thomas tijdens een 'vredesbespreking'. 

## Geschiedenis

### Tula-meer

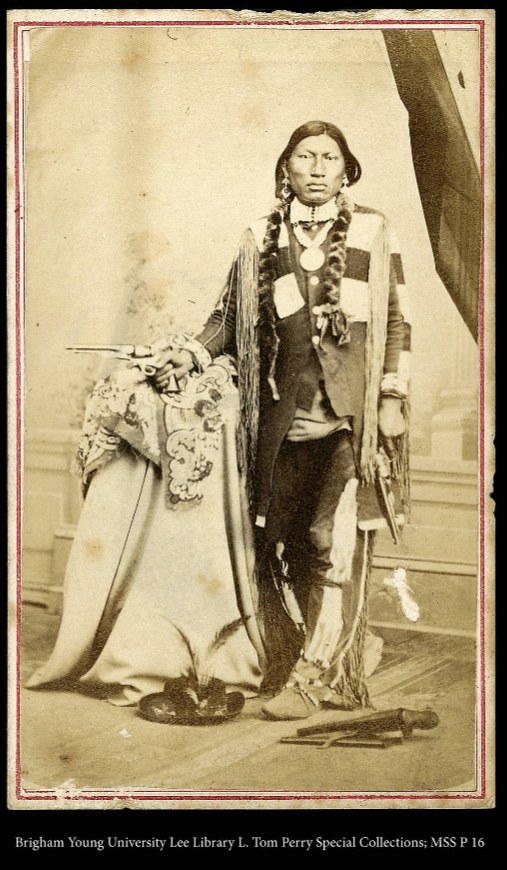
Portret van Kapitein Jack, tweede chief

De Modoc waren een uitzondering op de andere indianenstammen in Californië, die bekeerd, vernederd en bedorven waren door Spanjaarden of vernederd en uitgeroeid door goudzoekers. In 1848 was in Californië goud ontdekt en duizenden witte mannen kwamen van over de hele wereld Californië binnen. Systematisch werden hele bevolkingsgroepen door hen uitgeroeid, wier namen sinds lang vergeten zijn, zoals de Chilula, Chimariko, Urebure, Nipewai en Alona. De Modoc leefden in het gebied van het Tula-meer aan de grens van Oregon. Zij waren tot aan de jaren 1850 nauwelijks met de witten geconfronteerd.
Kolonisten drongen hun land binnen, namen de beste grond in beslag en eisten van de Modoc overgave. Toen de Modoc zich verzetten probeerden de witten hen te verdelgen. De Modoc antwoordden met overvallen en rooftochten. Toen zijn vader door de witte kolonisten werd gedood, werd Kintpuash de leider van de Modoc. Kintpuash ging op zoek naar witten, die hij kon vertrouwen om vrede met hen te sluiten. Hij kwam in Yreka aan en er werd handel gedreven tussen de indianen en de witten. De indianen kregen nieuwe namen, als Kapitein Jack (Kintpuash) en Zakkenroller Jim. Tijdens de Amerikaanse Burgeroorlog ontstonden er moeilijkheden tussen de indianen en de kolonisten. Kolonisten, die geen vrienden waren van de Modoc, wilden een verdrag, dat de Modocs uit het land van het Tula-meer moest verdrijven, omdat Modoc soms een koe van een veeboer doodden of een paard leenden uit een weide van een kolonist.

### Verloren Rivier

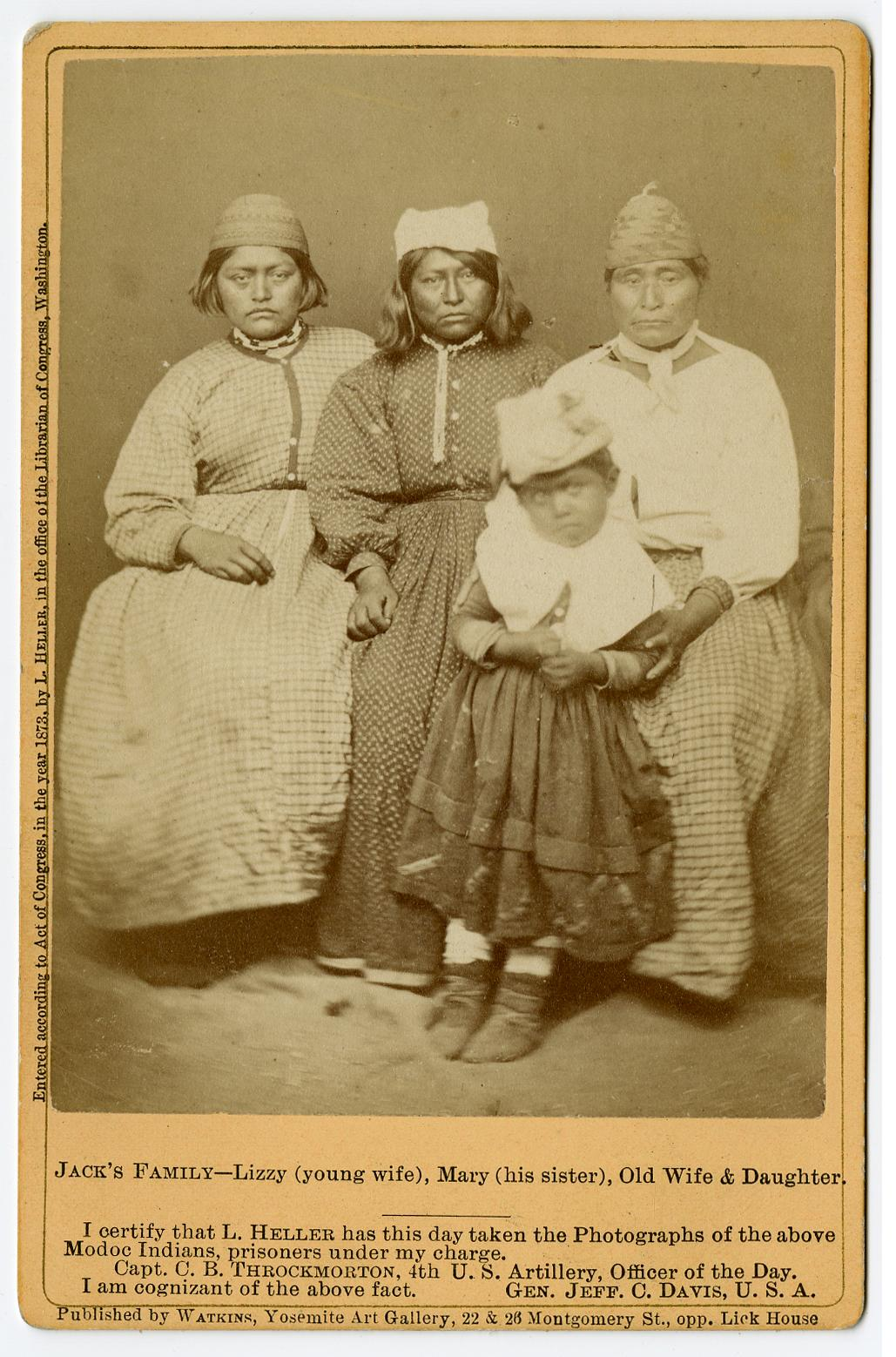
Jack’s familie: Lizzy (jonge echtgenote), Mary (zijn zus), oude echtgenote en dochter

Er werd de Modoc een eigen stuk grond, paarden, wagens, landbouwwerktuigen en kleren beloofd door onderhandelaars, als de Modoc naar een reservaat in Oregon zouden verhuizen. Kapitein Jack wilde zijn land aan het Tula-meer niet verlaten, maar tekende uiteindelijk het verdrag en vestigde zich in het Klamath-reservaat. De Klamath behandelden de Modoc als indringers en de Grote Raad in Washington had geen geld ter beschikking gesteld voor voedsel- en kledingleveranties aan de Modoc. Toen hij zag dat zijn volk honger begon te lijden vertrok Kapitein Jack uit het reservaat. De 300 Modoc trokken naar het zuiden, naar het dal van de Verloren Rivier. Witte veeboeren beklaagden zich regelmatig bij de autoriteiten en het Bureau voor Indiaanse Aangelegenheden waarschuwde in de zomer van 1872 dat de Modoc moesten terugkeren naar het Klamath-reservaat. Kapitein jack antwoordde dat zijn volk niet met de Klamath kon samenleven en vroeg om een reservaat in het land van de Verloren Rivier, dat van oudsher aan de Modoc had toebehoord. Het Bureau vond dit verzoek redelijk, maar de witte veeboeren wilden niets afstaan. In de herfst van 1872 werd de Modoc bevolen terug te keren naar het Klamath-reservaat. Toen Kapitein Jack weigerde, kreeg het leger bevel de Modoc met geweld over te brengen. 
Op 28 november 1872 trok majoor James Jackson met een compagnie van 38 soldaten van het Eerste cavalerie-regiment vanuit Fort Klamath naar de Verloren Rivier. Ze kwamen er aan vóór het aanbreken van de dag, stegen af en omsingelden het kamp van de Modoc. De indianen moesten zich in een rij opstellen tegenover de soldaten en hun geweren afgeven. Litteken Charlie hield een pistool in zijn gordel en weigerde die af te geven. Toen luitenant Frazier Boutelle zijn revolver op Litteken Charlie richtte, schoot deze in zijn mouw en pakte zijn geweer terug. De andere Modoc volgden zijn voorbeeld. Jackson gaf het bevel het vuur te openen en na een kort maar hevig vuurgevecht trokken de soldaten zich terug, een dode en zeven gewonden achterlatend.

### Lavaland

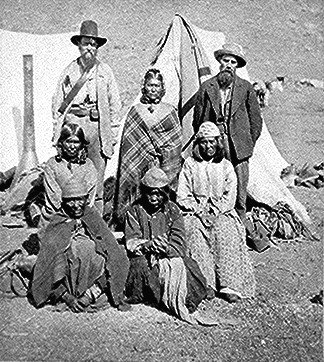
Van links naar rechts, staand: US Indian agent, Winema (Toby) en haar echtgenoot Frank Riddle; andere Modoc vrouwen op de voorgrond, 1873

De vrouwen en kinderen waren in hun kano's gesprongen en peddelden in zuidelijke richting naar het Tula-meer. Kapitein jack en zijn krijgers volgden langs de oever naar de heilige plaats ten zuiden van het meer, Lavaland. Hij koos een soort krater als zijn bolwerk.
Toen de soldaten het kamp hadden omsingeld, kampeerde een kleine groep Modoc onder leiding van Zakkenroller Jim aan de andere kant van de Verloren Rivier. Zij werden aangevallen door kolonisten, die een baby uit de armen van zijn moeder schoten, een oude vrouw doodden en enkele anderen verwondden en ze wilden hun doden wreken. Ze voerden overvallen uit op afgelegen boerderijen en doodden 12 kolonisten. Daarna kwamen ze naar Kapitein Jack in Lavaland. Kapitein Jack nam hen de wraakoefening kwalijk. Hij wist nu zeker dat het leger zou komen en dat hij verantwoordelijk zou worden gehouden voor de overval van Zakkenroller Jim.
Op 13 januari 1873 werd een patrouille verkenners waargenomen door wachtposten van de Modoc. 16 januari naderde een legermacht van 225 soldaten, aangevuld met 104 Oregon- en Californië-Vrijwilligers. Kapitein jack wilde het liefst de overvallers en zichzelf overgeven om de anderen te sparen, maar na een vergadering wilden de meesten tot het bittere einde de soldaten bevechten. Op de 17e dag begon de aanval van het leger, maar de soldaten trokken zich na de strijd terug, gewonden, doden, enige karabijnen en patroongordels achterlatend. De volgende dag kwamen soldaten met een witte vlag om hun doden te zoeken en terug te brengen. Daarna verdwenen de Blauwjassen van het plateau om om versterking te vragen.
Op 28 februari kreeg Kapitein Jack bezoek van zijn nicht Winema alias Toby Riddle, die met een kolonist was getrouwd. Ze kwam met vier mannen, waaronder haar echtgenoot Frank Riddle. Ze vertelden hem van onderhandelaars, die door Washington waren gestuurd, in de ranch van Fairchild. Als ze zich overgaven als krijgsgevangenen kon de groep overvallers van Jim Zakkenroller niet door de rechterlijke macht in Oregon worden vervolgd. De volgende dag verdween Jim Zakkenroller met zijn groep van acht volgelingen naar de ranch van Fairchild om zich over te geven als krijgsgevangenen. De leden van de commissie waren Alfred B. Meacham, dominee Eleazar Thomas en L. S. Dyar, die verantwoording schuldig waren aan generaal Edward R. S. Canby. Canby had 12 jaar eerder strijd geleverd en vrede gesloten met de Navaho's van Manuelito. Jim zakkenroller meldde zich bij het hoofdkwartier van Canby, maar werd niet onder arrest geplaatst. Een burger herkende Jim Zakkenroller en zei hem dat als de gouverneur hem te pakken kreeg hij volgens de wet van Oregon gehangen zou worden. Jim nam met zijn groep de benen en waarschuwde Kapitein Jack niet naar de ranch van Fairchild te gaan. 
Onder politieke druk moesten Canby en de leden van de commissie het amnestie-aanbod aan de groep van Zakkenroller Jim inderdaad intrekken. De andere Modoc zouden wél bescherming genieten als ze zich overgaven. Kapitein jack nam de groep van Zakkenroller Jim in bescherming en schreef een brief aan de commissie, dat er bij hem ook mensen waren gedood, toen zij lagen te slapen nota bene. Zou hen recht worden gedaan? Sherman raadde Canby aan zijn soldaten in te zetten 'zodat zij geen ander reservaat nodig hadden dan de graven in het door hen zelf uitgekozen Lavaland', maar Canby besloot geduld te oefenen. Op 21 maart kwam er een informele ontmoeting tussen Canby en Kapitein Jack. Vervolgens liet Canby veel meer manschappen aanrukken, compagnieën van de Eerste cavalerie en de Eenentwintigste Infanterie en de Vierde Artillerie en canby vestigde zijn hoofdkwartier dichtbij dat van Jack. Op 2 april was er weer een vredesbespreking. Daarna wilde Kapitein Jack Alfred Meacham en zijn oude vriend John Fairchild, de eigenaar van de ranch, ontmoeten, zonder Canby en dominee Thomas erbij. Kapitein jack vertelde hen hoe hij gedwongen was weg te trekken en dat hij enkel om een reservaat bij de Verloren Rivier in Oregon vroeg of desnoods Lavaland als woonplaats. Meacham zei, dat de groep van Jim Zakkenroller berecht moest worden en dat de indiaanse wetten dood waren. Kapitein jack weigerde hen uit te leveren. 

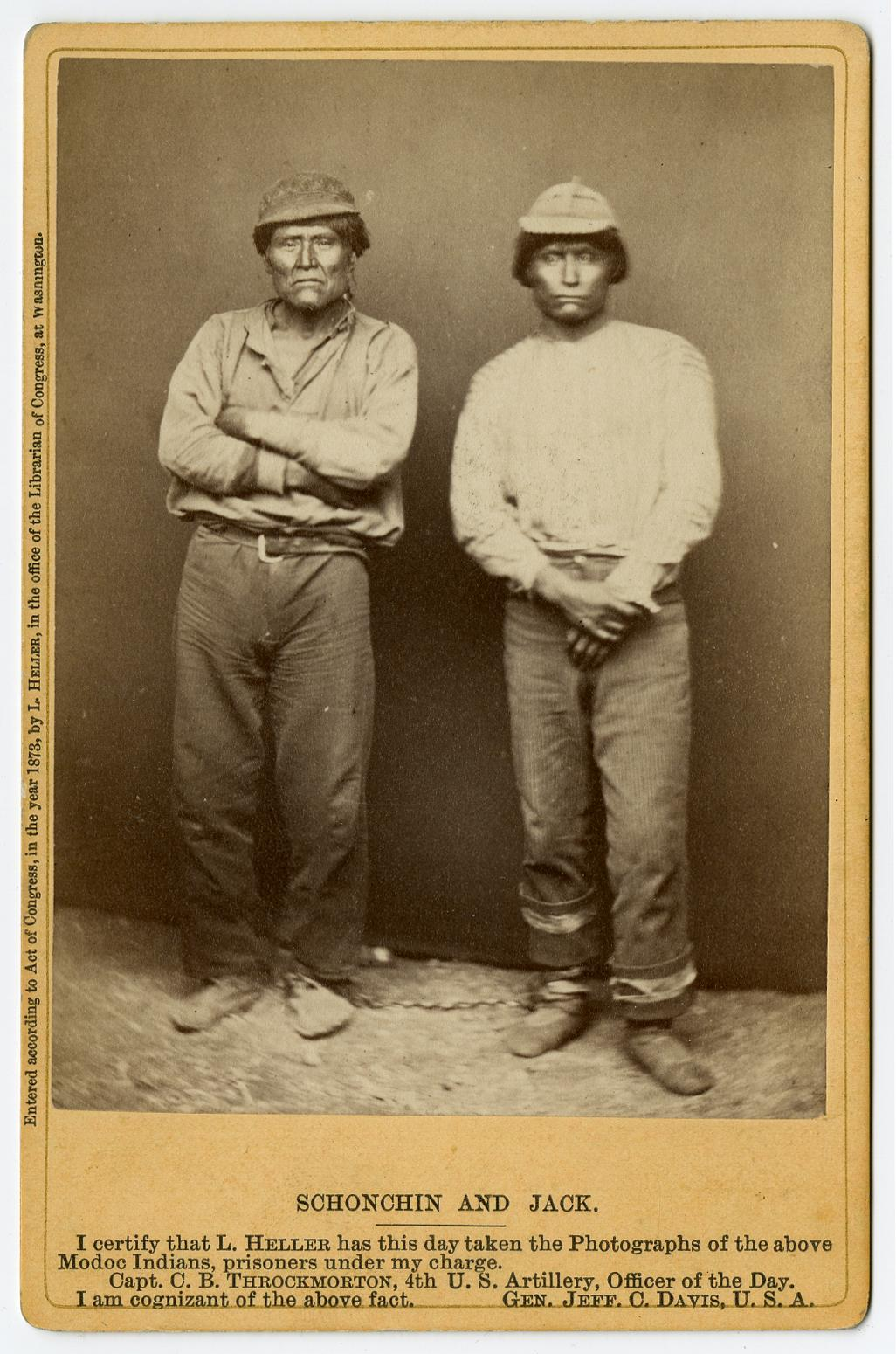
John Schonchin (Glimkin John) and Jack

Canby liet via Winema weten dat zij die zich wilden overgeven naar hem toe konden komen. Op 7 april vergaderden de Modoc onderling en Kapitein Jack werd gedwongen te beloven Canby te doden, anders zou hij door zijn eigen mannen worden gedood. Kapitein jack weigerde zo'n laffe daad te begaan, maar beloofde het om zijn macht te behouden. Als Canby hun eisen niet zou inwilligen, zou hij hem doden. Er volgde een ontmoeting op 11 april op Goede Vrijdag in de vergadertent van het leger tussen het soldatenkamp en het bolwerk van de Modoc. Canby beloofde de Modoc geen eigen gebied ergens in het land en Kapitein Jack schoot hem met een pistool dood. Boston Charlie schoot dominee Thomas neer. Kapitein jack trok canby zijn uniform uit en vertrok. Drie dagen later begon de strijd. Uiteindelijk troffen de soldaten het bolwerk leeg aan en er werden 72 Tenino-indianen ingehuurd om de schuilplaats van de Modoc te vinden. Zakkenroller Jim en de zijnen verlieten hun leider en gaven zich over en in ruil voor amnestie hielpen ze mee Kapitein jack op te sporen. Generaal Jefferson C. Davis, de nieuwe commandant, nam hen in bescherming. Kapitein Jack bleef met 37 man achter tegenover meer dan duizend soldaten. Zakkenroller Jim vond hem bij het Heldere Meer, maar Kapitein Jack gaf zich niet over en stuurde hem weg. Na een klopjacht van enkele dagen gaf hij zich in het uniform van Canby met drie getrouwen over.

### Overlijden
In juli 1873 vond de rechtszaak plaats in Fort Klamath. Hij stond met Glimkin John, Boston Charley en Zwarte Jim terecht wegens moord. Zakkenroller Jim en zijn volgelingen getuigden tegen Kapitein Jack. In zijn laatste woord zei hij: 'Zakkenroller Jim is degene die altijd wilde vechten en gedood en gemoord heeft... Ik heb nog maar kort te leven. U blanken hebt mij niet overwonnen. Mijn eigen mensen hebben dat gedaan.'
Op 3 oktober werd het vonnis voltrokken. 's Nachts werd zijn lichaam in het geheim opgegraven en naar Yreka gebracht. Daar werd het gebalsemd en niet lang daarna verscheen het lijk op kermissen in de oostelijke steden, waar het voor tien dollarcent te bezichtigen was. 
De 153 overlevende mannen, vrouwen en kinderen, met inbegrip van de groep van Zakkenroller Jim, werden verbannen naar het Indiaanse Terriorium. In 1909 besloot de regering de resterende 51 Modoc terug te laten keen naar het reservaat in Oregon.